# İlxıçı Həsən Əfəndi
İlxıçı Həsən Əfəndi è un comune dell'Azerbaigian situato nel distretto di Xaçmaz. Conta una popolazione di 617 abitanti.